# Angel vs Frankenstein 2
Angel vs Frankenstein II - Frammenti è un fumetto one-shot pubblicato negli USA dalla casa editrice IDW Publishing e dedicato alle avventure del vampiro Angel protagonista delle serie televisive Buffy l'ammazzavampiri ed Angel.
Il fumetto descrive il secondo e definitivo incontro tra Angel ed il celebre Mostro di Frankenstein, creato da Mary Shelley nel 1818, e completa l'arco narrativo iniziato da John Byrne con il precedente fumetto ambientato 120 anni prima. Pubblicato negli Stati Uniti nel 2010 dalla casa editrice IDW Publishing, è ancora inedito in Italia. Nel 2011 è stato inserito nel volume omnibus The John Byrne collection che raccoglie cronologicamente tutte le storie dedicate dallo scrittore americano al vampiro con l'anima (dallo one-shot Angel vs Frankenstein, fino ai volumi Barbary Coast e Sangue e trincee).

## Trama
New York City, 1920. Angelus lavora come uomo delle pulizie del turno serale all'ospedale psichiatrico sulla West Side. Socializza con l'infermiera Moira McCullough, che è innamorata di lui, e col vecchio collega Cletus Johnson, il quale misteriosamente ogni sera durante la pausa pranzo si assenta per andare a parlare con un paziente rinchiuso in un'ala riservata dell'ospedale.
Angelus, che uso lo pseudonimo di John Smith, chiede informazioni a Moira ma l'infermiera non sa nulla. Allora si decide a seguire Cletus e a coglierlo sul fatto per scoprire che il paziente misterioso è Frankenstein. Quando il vampiro racconta la storia del mostro a Cletus e al dr. Tyler, che lo ha in cura da anni, non viene creduto ma ottiene di essere messo alla prova accompagnando tutti di fronte alla camera dov'è rinchiuso il mostro. Frankenstein, che non vede Angelus dal precedente incontro nel 1800, racconta al dr. Tyler di come sia stato maledetto da una zingara mentre attraversava l'oceano in un transatlantico e costretto a sentire incessantemente le urla delle persone morte usate da Victor Frankenstein per assemblare il suo corpo. Percepita la presenza del suo antico nemico, Frankenstein esplode di rabbia, rapisce Moira e fugge sui tetti delle case di New York. Nonostante sia giorno, Angelus si getta al suo inseguimento e con l'aiuto di Cletus, che ha ereditato da sua nonna il potere di parlare con le anime dei defunti, riescono ad immobilizzare il mostro fino a quando un treno di passaggio lo travolge smembrandolo in tanti pezzi. Il rituale prevede che ognuno dei pezzi sia sepolto in una bara singola per dare pace agli spiriti e anche Angelus può salutare Cletus e andarsene finalmente in pace.